# 纽特亚洲
纽特亚洲（英語：NutriAsia, Inc.）是一家菲律宾跨国食品公司，总部達義市吉格市博尼法西奥全球城。该公司由 何塞利托·坎波斯 (Joselito Campos) 于 1991年10月1日创立。
该公司是菲律宾领先的调味品产品生产商。

## 知名品牌
- 艾可普罗 (Alcopro)
- 阿米罕 (Amihan)
- Big2
- 大都菩提 (Datu Puti)
- 黄金嘉年华 (Golden Fiesta)
- 朱弗兰 (Jufran)
- 洛卡利 (Locally)
- 马夫兰 (Mafran)
- 芒托马斯 (Mang Tomas)
- 尼利康 (Nelicom)
- 爸爸 (Papa)
- 银天鹅 (Silver Swan)
- UFC

## 子公司和部門
- 第一PGMC企业有限公司
- 德尔蒙特太平洋有限公司
  - 德尔蒙特菲律宾有限公司
    - 菲律宾德尔蒙特越南乳业乳业公司 (与越南乳业成立合资公司)

  - 地捫食品

## 外部連結
- 官方网站 （英文）